# Ventrifossa rhipidodorsalis
Ventrifossa rhipidodorsalis är en fiskart som beskrevs av Okamura, 1984. Ventrifossa rhipidodorsalis ingår i släktet Ventrifossa och familjen skolästfiskar. Inga underarter finns listade i Catalogue of Life.